# Helmuth von Moltke
Helmuth Karl Bernhard Graf von Moltke (Parchim, 26 de outubro de 1800 – Berlim, 24 de abril de 1891), foi um general-marechal de campo prussiano, liderava uma numerosa divisão do Exército prussiano na Unificação Alemã e na Guerra Franco-Prussiana. Estudou na Academia Militar de Copenhague.
Inicialmente, alistou-se no Exército Dinamarquês, mas em 1822 alistou-se no Exército Prussiano, como tenente. Entrou para o Estado-Maior do exército Prussiano em 1835 e nesse mesmo ano foi enviado à Turquia para ajudar na modernização do exército daquele país. Retornou à Prússia em 1839, como chefe do Estado-Maior do IV Corpo. Comandou as operações na Guerra dos Ducados do Elba, contra a Dinamarca, na Guerra Austro-Prussiana contra a Áustria e na Guerra Franco-Prussiana, quando do surgimento do Segundo Reich.
Publicou vários livros de temática militar, onde explicava suas táticas de guerra.

## A Teoria de Guerra de Moltke
Diferentemente da disciplina de Clausewitz, que teorizava a guerra na tentativa de uma compreensão geral de sua natureza e de Jomini, que desenvolveu um sistema de regras, Moltke estruturava sua particular estratégia de adaptar os fins e meios, e desenvolveu os métodos de Napoleão de acordo com as diferentes condições de seu tempo. Ele foi o primeiro a reconhecer o grande poder defensivo das armas modernas e inferiu que um ataque envolvente se tornou mais formidável do que a tentativa de transpor o front inimigo.
Moltke ponderou as táticas de Napoleão na Batalha de Bautzen, quando o imperador trouxe o corpo-de-exército de Michel Ney, de uma grande distância, vindo contra o flanco dos aliados, com o intento de uni-lo às suas tropas antes da batalha; e ainda elaborou um estudo da ação combinada dos aliados na Batalha de Waterloo.
Ao mesmo tempo Moltke desenvolvia estudos sobre as marchas e logística de um exército. Levantou questões como a dificuldade de se alimentar tropas estacionadas na mesma área. Segundo suas inferências a essência da estratégia reside nos arranjos de separação das tropas para marchar e sua concentração durante a batalha. A fim de obter uma grande maleabilidade, o exército deveria ser distribuído em tropas separadas, cada uma sob comando autorizado a regular os seus movimentos e ação, sujeitados as instruções de um comandante-em-chefe com relação à direção e propósito das operações.
A principal tese de Moltke é que a estratégia militar tem de ser concebida como um sistema de opções desde os primórdios da planejabilidade da operação militar. Como resultado, ele considerava que a principal tarefa das lideranças militares consistia na exaustiva preparação de todas as possíveis conseqüências. Sua tese pode ser resumida em duas afirmações, uma famosa e a outra nem tanto, traduzidas em português como: "Nenhum plano de batalha sobrevive ao contato com o inimigo" e "Guerra é uma questão de conveniência".
Entretanto, como pode ser visto das descrições de seus planos para a guerra contra a Áustria e contra a França, seu planejamento para a guerra era extremamente detalhado e levava em consideração centenas de variáveis. É um erro pensar que Moltke pensava que planos de guerra eram de nenhum uso (o que uma simples leitura de "Nenhum plano de batalha sobrevive ao contato com o inimigo" pareceria indicar).